# Đurmanec

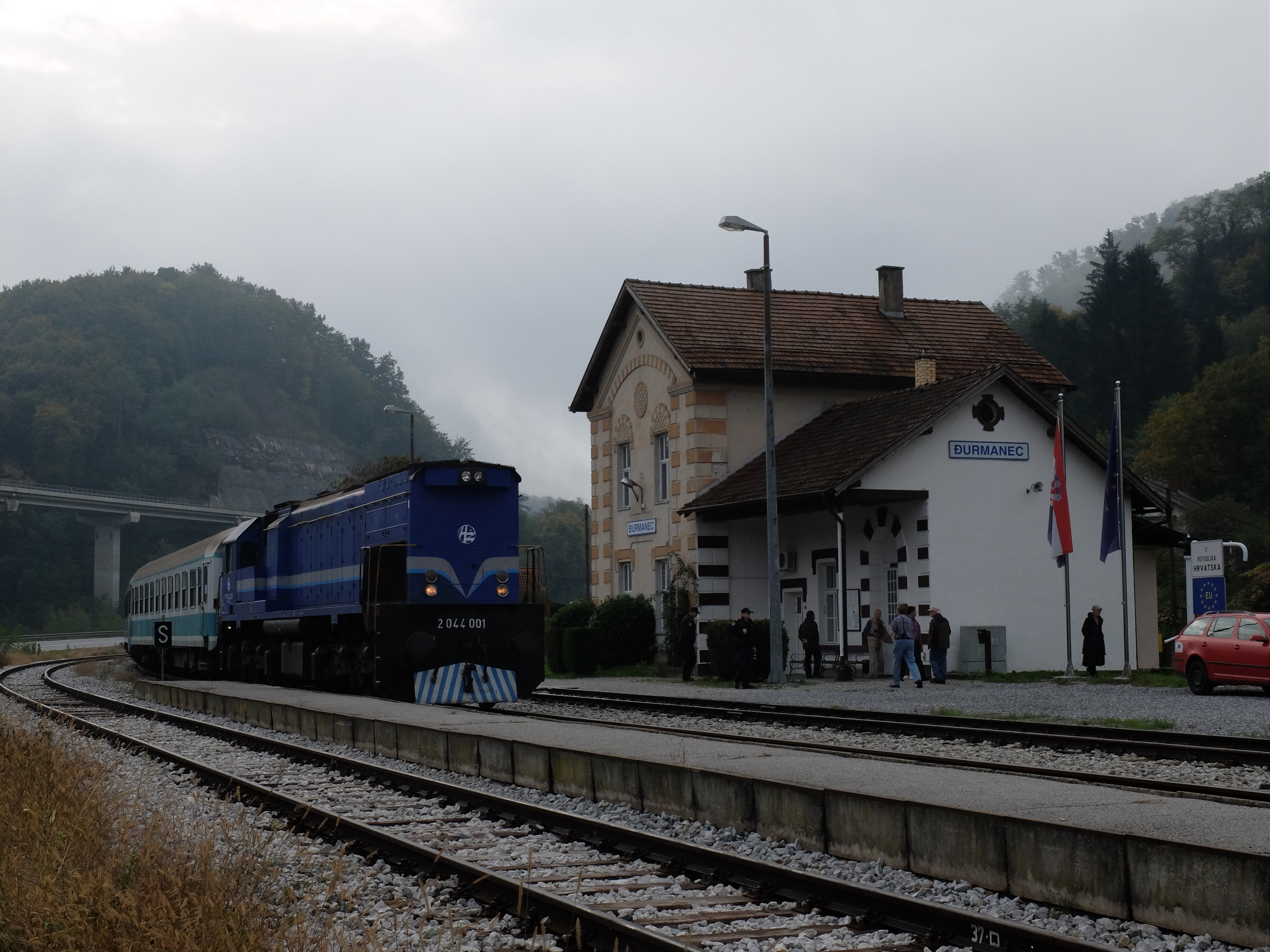
Stazione ferroviaria

Đurmanec è un comune della Croazia di 4 481 abitanti della regione di Krapina e dello Zagorje.